# 寧海郡 (慶尚北道)
寧海郡（ヨンヘぐん、영해군）は、韓国慶尚北道盈徳郡寧海面を中心に蒼水面・柄谷面・丑山面（盈徳邑に移った華川里を含む）の盈徳郡北部4面にあった旧行政区域である。

## 歴史
- 于尸国があった。
- 高句麗の于尸郡になった。
- 757年、有隣郡に改称し、海阿県を領県とした。
- 940年に礼州に昇格した。海阿県は清河県と改称した。
- 1018年防御使を置き、1つの属府、3つの属郡、2つの属県を管轄した。清河県は慶州の属県に編入された。

甫城府、英陽郡、平海郡、盈徳郡、青鳧県、松生県
- 1258年（高麗高宗45年）徳原小都護府にしばらく昇格し、しばらくして礼州牧に昇格した。
- 1310年、全国の牧を整理し、寧海府になって寧海という名前を得た。
- 1413年、寧海都護府になった。
- 1895年、23府当時寧海郡となり安東府に属したが、13道制には慶尚北道に属するようになった。
- 1914年、盈徳郡と統合して消滅した。群内の面は寧海面・蒼水面・柄谷面・丑山面に改編された。

## 関連リンク
- 寧海朴氏